# Eocytheropteron
Eocytheropteron is een geslacht van uitgestorven kreeftachtigen uit de klasse van de Ostracoda (mosselkreeftjes).

## Soorten
- Eocytheropteron alidoui Carbonnel & Oyede, 1991 †
- Eocytheropteron anteretroversicardinatum Andreu-bousset, 1991 †
- Eocytheropteron aquitanum (Donze, 1960) Hilkinson, 1983 †
- Eocytheropteron bilobatum (Alexander, 1929) Grekoff, 1956 †
- Eocytheropteron blackmingoense Pooser, 1965 †
- Eocytheropteron bruggenense Oertli, 1956 †
- Eocytheropteron carinoalatum (Bate, 1972) †
- Eocytheropteron comptonense (Kaye, 1964) Gruendel, 1976 †
- Eocytheropteron corrosum (Grekoff, 1963) Brenner & Mcmil, 1977 †
- Eocytheropteron decoratoides Pokorny, 1973 †
- Eocytheropteron delrioense (Alexander, 1933) Howe & Laurencich, 1958 †
- Eocytheropteron devium Apostolescu, 1961 †
- Eocytheropteron eboracicum (Neale, 1962) Babinot et al., 1985 †
- Eocytheropteron eggerianum (Lienenklaus, 1896) Oertli, 1956 †
- Eocytheropteron ellipsoideum Chochlova, 1961 †
- Eocytheropteron greenvillense Swain & Brown, 1964 †
- Eocytheropteron grosdidieri (Damotte, Zghal & Bismuth, 1987) Andreu-bousset, 1991 †
- Eocytheropteron gulfportense Swain, Xie & Hillebrandt, 1991 †
- Eocytheropteron hammanaense Damotte & Saint-Marc, 1972 †
- Eocytheropteron highlandsense Swain, 1982 †
- Eocytheropteron howelli (Alexander, 1929) Howe & Laurencich, 1958 †
- Eocytheropteron jugosum (Alexander, 1933) Howe & Laurencich, 1958 †
- Eocytheropteron lanceolatum (Peterson, 1954) Coryell, 1963 †
- Eocytheropteron libanense Damotte & Saint-Marc, 1972 †
- Eocytheropteron limburgense (Veen, 1936) Grekoff, 1951 †
- Eocytheropteron luxuriosum Makhkamov, 1984 †
- Eocytheropteron mutafoveatum Puckett, 1994 †
- Eocytheropteron novum (Kaye, 1964) Gruendel, 1976 †
- Eocytheropteron obesum (Luebimova, 1955) Permyakova, 1978 †
- Eocytheropteron paenorbiculatum (Alexander, 1933) Howe & Laurencich, 1958 †
- Eocytheropteron parnense Apostolescu, 1955 †
- Eocytheropteron pecteniferum Szczechura, Abd-Elshafy & Babinot, 1991 †
- Eocytheropteron peroni Le Fevre & Saint-marc, 1981 †
- Eocytheropteron pirum (Alexander, 1933) Howe & Laurencich, 1958 †
- Eocytheropteron postilum Luebimova, 1965 †
- Eocytheropteron primum (Mehes, 1941) Brestenska, 1975 †
- Eocytheropteron protonsa (Kaye, 1965) Gruendel, 1976 †
- Eocytheropteron ramiense Rosenfeld & Raab, 1984 †
- Eocytheropteron retroversicardinatum Al-abdul-razzaq, 1981 †
- Eocytheropteron sabinense Howe & Garrett, 1934 †
- Eocytheropteron scalpellum (Peterson, 1954) Coryell, 1963 †
- Eocytheropteron semiconstrictum (Alexander, 1933) Howe & Laurencich, 1958 †
- Eocytheropteron sinuatum (Lienenklaus, 1900) †
- Eocytheropteron straille (Brown, 1957) Coryell, 1963 †
- Eocytheropteron striatum (Brown, 1957) Coryell, 1963 †
- Eocytheropteron trapezoidale Carbonnel, Alzouma & Dikouma, 1990 †
- Eocytheropteron trinitiense (Vanderpool, 1928) Howe & Laurencich, 1958 †
- Eocytheropteron tumidum (Alexander, 1929) Sharapova, 1937 †
- Eocytheropteron tumoides (Swain, 1952) Howe & Laurencich, 1958 †
- Eocytheropteron turgidulum Holden, 1964 †
- Eocytheropteron venoides Swain & Brown, 1964 †
- Eocytheropteron verruciferum Li, 1963 †
- Eocytheropteron villamartinense Rodriguez-lazaro, 1988 †